# Fodor István (villamosmérnök, 1856–1929)
Fodor István János (Etienne de Fodor) (Pozsony, 1856. november 8. – Budapest, 1929. november 5.) villamosmérnök, a Magyar Elektrotechnikai Egyesület alapító tagja, a Budapesti Általános Villamossági Rt. igazgatója, Edison, és Puskás Tivadar munkatársa.

## Élete
Fodor István családja szűkös anyagi viszonyok között élt, ezért csak az alsó reáliskolát tudta elvégezni. A napi munka mellett szorgalmasan képezte magát, műszaki tanulmányokat folytatott, és nyelveket tanult. Céljainak és gondolatainak az Edison-találmányok szabtak irányt. 1880-ban Párizsba utazott, tanulmányait a Gramme és Jablochkoff műhelyben folytatta, ahol a szükséges gyakorlati ismereteket elsajátította. Edisonnal Puskás Tivadar révén került kapcsolatba, aki akkor Párizsban élt és Edison európai érdekeit képviselte. Edison, aki kizárólag a villamos világítás megoldásával foglalkozott, alkalmazta Fodort. Az Edison cég az 1881. évi párizsi nemzetközi elektrotechnikai kiállításon kívánta bemutatni az izzólámpás városi világítási rendszert. Puskás és Fodor együtt dolgozott a kiállítás előkészítésén.
Az 1881. augusztus 1-jén megnyitott bemutató átütő sikert hozott. Üzembe helyezték, az akkor óriásnak számító 125 lóerős Edison-dinamót, melyről a szakma, mint világcsodáról beszélt. Ez volt a híres Jumbó, melyet Puskás a Barnum cirkusz elefántjáról nevezett el. A világítási eszközök gyártói a kiállítás mellett is versenyezhettek egymással. Az intéző bizottságában helyet kapott Charles Garnier is, a párizsi Nagyopera világhírű építésze, aki aggódva látta a gázvilágítás káros hatását remekműve értékeiben. Elérte, hogy több világítási rendszer egyidejű kipróbálása magában az Operaházban történjen meg. Az Edison-rendszer számára a „foyer du public” elnevezésű 54 méter hosszú, 13 méter széles, 18 méter magas termet jelölték ki. Az Operaház sarkán felállított fabódékban helyezték el a dinamókat. Az 1881. október 18-án lefolytatott kísérlet bebizonyította az ívlámpák alkalmatlanságát, és Edisonék teljes győzelmét hozta.
Ez volt az izzólámpákkal való világítás első nagy sikere Európában. A siker meghozta a rendeléseket: Gare de Strasbourg főépületének világítására került sor. Hamburgban lerakatot alapítottak, majd Antwerpenben létesült fióktelep, melynek vezetésével Fodort bízták meg. Egyidejűleg irányította a Belgiumban és Hollandiában a szerelési munkákat, majd visszahívták Franciaországba, ahol az Ivri sur Seine-ben létesülő gyártelep felszerelését, beüzemelését irányította. Ezután Oroszország következett. 1882-ben Szentpéterváron több ipari létesítmény mellett a cári luxusjacht, és az uralkodói palota egy részének világítására is sor került. 1885-ben Magyarországon is dolgozott, Diószegen egy cukorgyárban, majd kiment Tirolba, Grenoblébe, majd Észak-Afrikában is megfordult.
Tapasztalatait a Bécsben megjelent 1885-ben kiadott „Das Glühlicht” könyvében foglalta össze. Athénben a város villanytelepének építését irányította, itt alkalmaztak először - Fodor javaslatára - hármas vezetékrendszert, majd 1889-ben Fodor vezetésével kezdett meg működni. Fodor István írta az első európai elektromos hegesztési szakkönyvet, mely 1892-ben jelent meg Az elektromos hegesztés és forrasztás címmel. 1893-ban megoldotta a Korinthoszi-csatorna világítását. A tervezésbe, és kivitelezésbe megpróbálta bevonni a Ganz céget is, de ez Edison váltakozóáram-ellenessége miatt meghiúsult, így Fodor kénytelen visszatérni a megszokott Edison-rendszerhez. A görög király a Megváltó-rend lovagkeresztje kitüntetéssel jutalmazta. Rövid Törökországi munka után hazahívták Magyarországra. A Budapesti Általános Villamossági Rt. igazgatója lett 1894-ben. A BÁV Rt.-nek szüksége volt egy nagy tapasztalattal rendelkező, nemzetközi tekintélyű szakemberre az egyenáramú villamosítás terén, mivel az 1893-ban megindult közcélú áramszolgáltatás terén komoly hátrányba került a Magyar Villamossági Rt.-vel szemben.

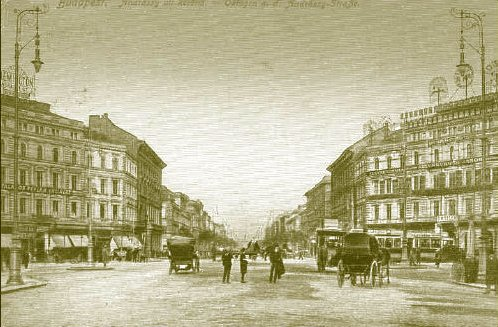
A budapesti Andrássy út ívlámpás világítása a Köröndnél.

Fodor több, mint két évtizedes céltudatos tevékenységének eredményeként alakult ki a BÁV Rt. mintaszerű egyenáramú rendszere. 1909-ben a BÁV Rt. saját költségére felszerelt 38 darab ívlámpából álló utcai közvilágítást a Rákóczi útnak a Múzeum körút és Erzsébet körút közötti szakaszán. A közmegelégedésre elvégzett munka után 1911-ben a Teréz, Erzsébet, József, Ferenc körutakon, Andrássy úton, Kossuth Lajos utcában, 1912-ben a Városligetben építették ki a közvilágítást. Fodor 1918-ig állt a Társaság élén. A Székesfőváros élt megváltási jogával, a rendszer Budapest Székesfőváros Elektromos Művei tulajdonába került, és Fodor műszaki tanácsadóként működött tovább. Az egyenáramú áramszolgáltatás 1962-ig működött.
Fodor hosszú betegség után hunyt el 1929-ben Budapesten.

## Tudományos tevékenysége
- Das Glühlicht című könyve (Bécs, 1885) volt az első izzólámpa-világításról írott könyv.

Számos elektrotechnikai, általános műszaki és közgazdasági könyvet, tanulmányt írt, előadásokat tartott. Könyvei főleg német nyelven Bécsben jelentek meg. Magyar nyelven: „A füstnélküli város és ipar” (1907).

## Elismerése
- Ferencz József várkonyi előnévvel, nemességgel ismeri el.
- Magyar királyi udvari tanácsos címet kap.
- Ferencz József rend középkeresztje kitüntetés
- Görögország: Megváltó-rend lovagkeresztje kitüntetés
- 1911-ben eszményképét (Edisont) Budapesten, majd Pozsonyban is vendégként üdvözölhette. A látogatás megszervezése kizárólag Fodor érdeme. Az eredeti körút Bécsig volt tervezve, de Fodor meggyőzte, hogy érdemes néhány napos látogatás keretében megismerkednie Magyarországgal.

Köszönöm önnek, hogy elhozott Magyarországra... Mindig becsültem és szerettem a magyarokat és ez az érzés még erősebben él mostantól a lelkemben, Fodor, ön büszke lehet a nemzetére!